# Portrait de Lady Maria Conyngham
Portrait de Lady Maria Conyngham est un portrait peint en 1825 par l'artiste britannique Thomas Lawrence. Il représente Maria Conyingham, la plus jeune des deux filles de l'aristocrate anglo-irlandais Henry Conyngham, 1er marquis Conyngham et de son épouse Elizabeth. Sa mère était la maîtresse de George IV à partir de 1820.

## Histoire
Thomas Lawrence était le principal portraitiste de l'époque de la Régence et président de la Royal Academy. Il a été chargé de réaliser des portraits de la famille. Au moment du couronnement de George IV en 1821, un portrait de la mère de Maria a été peint par Lawrence et accroché dans la résidence irlandaise de la famille, Slane Castle. Son portrait de 1823 du frère de Maria, Francis, est apparu à l'exposition d'été de Somerset House. George était  proche de toute la famille Conyngham, mais Maria était particulièrement appréciée de lui.
Maria avait environ quatorze ans lorsque Lawrence l'a peinte. Il inclut un chien de compagnie sur la gauche du tableau. George a payé à l'artiste 210 £ pour l'œuvre. Le tableau était accroché dans la chambre du palais Saint-James avec celuis de Lawrence représentant sa mère et son Portrait de la princesse Sophie, la sœur du roi. En 1832, elle épousa William Somerville. Le tableau fait aujourd'hui partie de la collection du Metropolitan Museum of Art de New York, qui l'a acquis en 1955.